# Kōsuke Tanaka (Fußballspieler)
Kōsuke Tanaka (japanisch 田中 康介 Tanaka Kōsuke; * 1. Februar 1999 in Nara, Präfektur Nara) ist ein japanischer Fußballspieler.

## Karriere
Kōsuke Tanaka erlernte das Fußballspielen in der Jugendmannschaft von Kyōto Sanga und in der Universitätsmannschaft der Ritsumeikan-Universität. Seinen ersten Profivertrag unterschrieb er im Februar 2021 beim Fukushima United FC. Der Verein aus Fukushima, einer Großstadt in der gleichnamigen Präfektur Fukushima im Nordosten der Hauptinsel Honshū, spielte in der dritten japanischen Liga. Sein Drittligadebüt gab Kosuke Tanaka am 14. März 2021 (1. Spieltag) im Heimspiel gegen den Fujieda MYFC. Hier stand er in der Startelf und spielte die kompletten 90 Minuten. Nach insgesamt 93 Ligaspielen wechselte er im Januar 2024 zum ebenfalls in der dritten Liga spielenden AC Nagano Parceiro.